# Tor tambroides
Tor tambroides és una espècie de peix cipriniforme de la família dels ciprínids.

## Morfologia
Els mascles poden assolir els 100 cm de longitud total.

## Distribució geogràfica
Es troba a Malàisia, Myanmar, Sumatra, Java, Borneo (incloent-hi els rius Chao Phraya, Mekong, Salween i Maeklong).